# Novo Selo (Prokuplje)
Novo Selo (em cirílico: Ново Село) é uma vila da Sérvia localizada no município de Prokuplje, pertencente ao distrito de Toplica, na região de Toplica. A sua população era de 388 habitantes segundo o censo de 2011.

## Demografia
| 1948 | 1953 | 1961 | 1971 | 1981 | 1991 | 2002 | 2011 |
| ---- | ---- | ---- | ---- | ---- | ---- | ---- | ---- |
| 197  | 226  | 212  | 232  | 235  | 294  | 362  | 388  |